# Arjun Chaupari
Arjun Chaupari – gaun wikas samiti w zachodniej części Nepalu, w strefie Gandaki, w dystrykcie Syangja. Według nepalskiego spisu powszechnego z 2001 roku liczył on 1357 gospodarstw domowych i 6412 mieszkańców (3590 kobiet i 2822 mężczyzn).